# 1837 w polityce

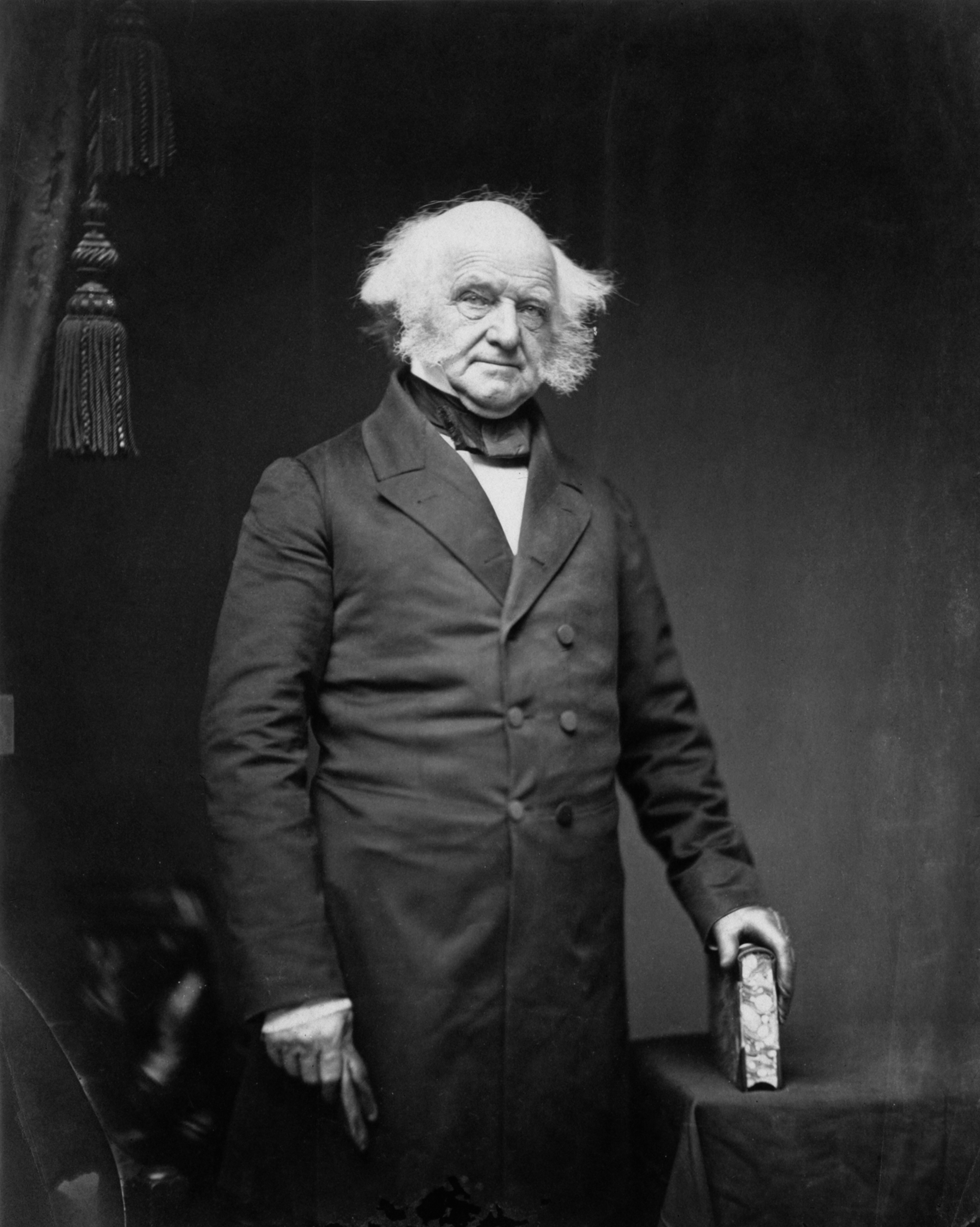
Martin Van Buren

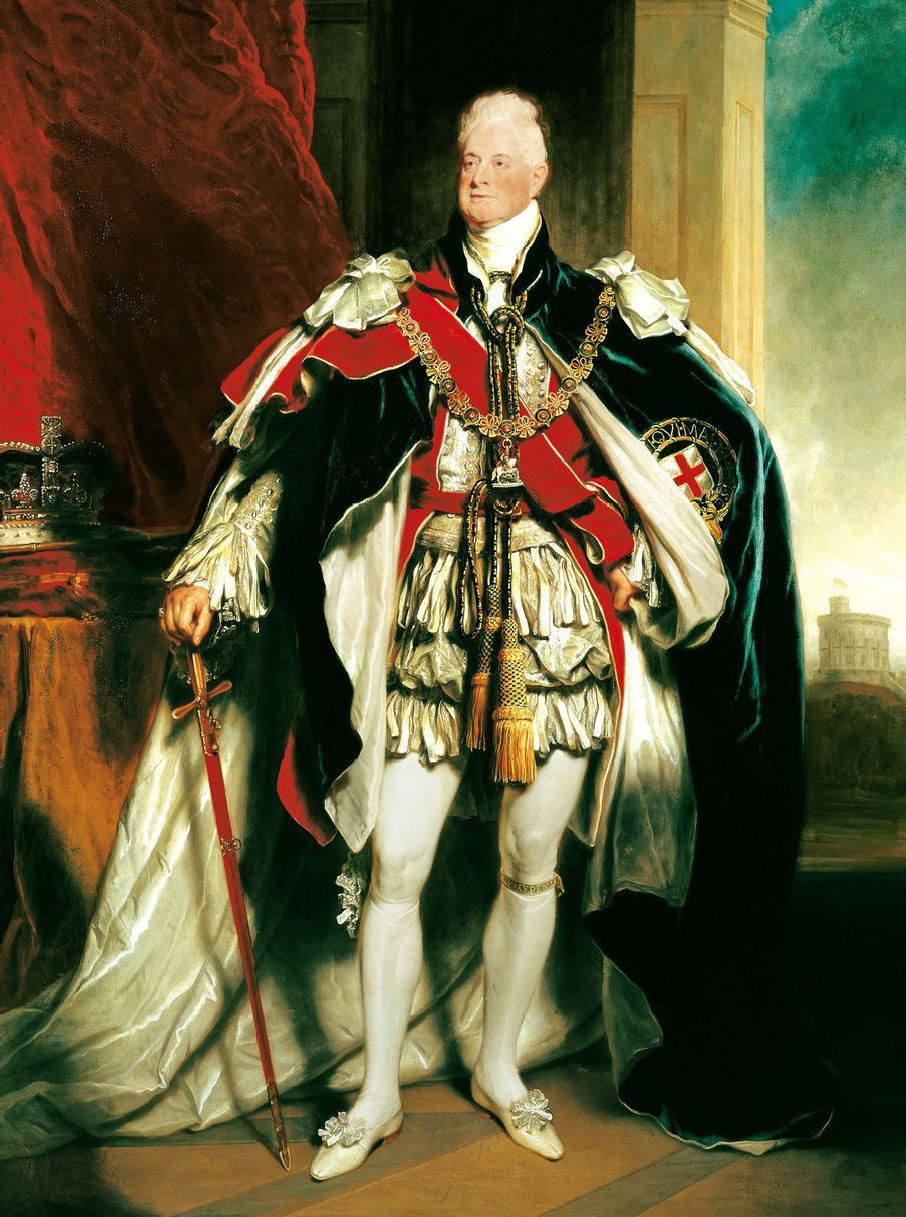
Wilhelm IV Hanowerski

Wydarzenia polityczne w 1837 roku.

## Wydarzenia
- 4 marca Martin Van Buren został zaprzysiężony jako prezydent Stanów Zjednoczonych[1].

## Zmarli
- 20 czerwca Wilhelm IV Hanowerski, król Wielkiej Brytanii[2].